# John W. Thompson

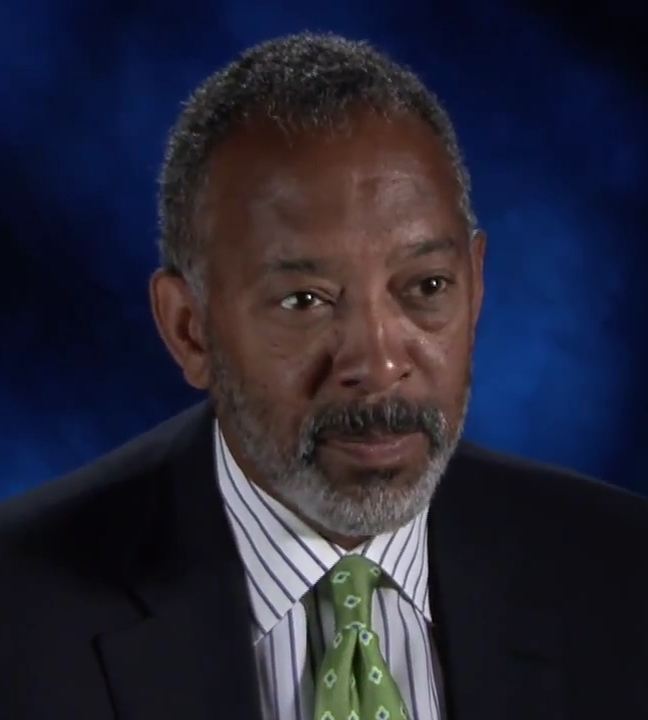
John W. Thompson (2009)

John W. Thompson (* 24. April 1949 in Fort Dix, New Jersey) ist ein US-amerikanischer Manager.
Er ist CEO von Virtual Instruments und Chairman des Board of Directors (dt. etwa Verwaltungsrat) von Microsoft. Thompson ist ehemaliger Vizepräsident des Verwaltungsrats von IBM und ehemaliger CEO von Symantec.

## Ausbildung
Thompson besuchte die John F. Kennedy High School (inzwischen Suncoast Community High School) in Riviera Beach, Florida. 1971 erlangte er einen BBA der Florida A&M University und 1983 einen MBA im Sloan Fellows Programm der MIT Sloan School of Management.

## Aktuelle Verwaltungsratsposten
- Microsoft (Chairman)
- UPS
- Seagate Technology
- Florida A&M University-Cluster
- Human Resource Advisory Council des Gouverneurs von Illinois
- Teach For America
- Rubrik Cloud Management[1]

## Politik
2008 unterstützte Thompson die Präsidentschaftskandidatur von Barack Obama. 2010/11 war er auf Vorschlag von Nancy Pelosi Mitglied der Financial Crisis Inquiry Commission.

## Sport
2005 erwarb Thompson zusammen mit drei Unternehmern aus dem Silicon Valley, mittels der zu diesem Zweck gegründeten Bay Area Basketball Partners LLC, einen 20-prozentigen Anteil an dem kalifornischen NBA-Team Golden State Warriors.